# Karl Horsetzky von Hornthal
Karl Horsetzky von Hornthal (15. května 1844 Praha – 5. srpna 1906 Baden) byl rakousko-uherský generál. Jako absolvent vojenské akademie sloužil v c. k. armádě od roku 1863 a zúčastnil se několika válečných konfliktů. Později působil jako štábní důstojník mimo jiné v Praze nebo Opavě. V letech 1902–1905 byl vojenským a námořním velitelem v Zadaru a nakonec krátce velitelem pevnosti Přemyšl (1905). Ve vojsku dosáhl druhé nejvyšší hodnosti polního zbrojmistra (1904).

## Životopis
Pocházel z rodiny s vojenskou tradicí povýšené v roce 1826 do šlechtického stavu a byl rodákem z Prahy. Studoval na Tereziánské vojenské akademii ve Vídeňském Novém Městě a jako poručík nastoupil v roce 1863 k pěšímu pluku č. 14. Zúčastnil se prusko-dánské válce a bojoval v prusko-rakouské válce. Mezitím si v letech 1865–1867 doplnil vzdělání na Válečné škole (K.u.k. Kriegsschule) ve Vídni a jako nadporučík byl zařazen do důstojnického sboru generálního štábu. Jako štábní důstojník byl přidělen k 26. pěšímu pluku a později k 56. pěšímu pluku. Mezitím byl v roce 1870 povýšen do hodnosti kapitána a zúčastnil se okupace Bosny a Hercegoviny. V roce 1878 byl povýšen na majora a v obsazené Bosně a Hercegovině se podílel na topografickém vyměřování. Dále postupoval v hodnostech (podplukovník 1881, plukovník 1884), sloužil u pěšího pluku č. 4 a v letech 1886–1891 byl šéfem štábu 8. armádního sboru v Praze.
V roce 1891 byl povýšen na generálmajora a stal se velitelem 10. pěší brigády v Opavě. O čtyři roky později dosáhl hodnosti polního podmaršála (1895) a převzal velení 36. pěší divize v Záhřebu (1895-1902), od roku 1900 byl zároveň přidělen jako zástupce velitele ke 13. armádnímu sboru v Záhřebu. V letech 1902–1905 byl velitelem v Zadaru, respektive velitelem 22. doplňovacího vojenského obvodu a zároveň válečného námořnictva pro Dalmácii a v roce 1904 získal hodnost polního zbrojmistra. Nakonec byl v dubnu 1905 jmenován velitelem 10. armádního sboru a velitelem pevnosti Přemyšl, již o půl roku později byl ale ze zdravotních důvodů penzionován a v následujícím roce zemřel.
Jako velitel v Zadaru byl v roce 1902 jmenován c. k. tajným radou s nárokem na oslovení Excelence. Od roku 1903 byl čestným majitelem pěšího pluku č. 98 dislokovaného v Josefově. Byl nositelem Řádu železné koruny III. třídy, rytířem Leopoldova řádu, dále držitelem Vojenského záslužného kříže a Vojenské záslužné medaile.
Jeho mladší bratr Adolf (1847–1929) byl také vysokým důstojníkem c. k. armády, nakonec polním zbrojmistrem a velitelem armádního sboru v Krakově. Sestra Melanie (1852–1931) byla umělkyní a prosadila se jako sochařka. Nejmladším ze sourozenců byl Ernst (1865–1943), který byl za první světové války vojevůdcem na východní frontě a v Itálii a dosáhl hodnosti generála pěchoty.